# Hydra hadleyi
Hydra hadleyi är en nässeldjursart som beskrevs av Forrest 1959. Hydra hadleyi ingår i släktet Hydra och familjen Hydridae. Inga underarter finns listade i Catalogue of Life.